# زبان اشاره آمریکایی
زبان اشاره آمریکایی (انگلیسی: American Sign Language) که به اختصار ASL خوانده می‌شود، زبان اشاره غالب در بین ناشنوایان ایالات متحده و بخش‌های انگلیسی زبان کانادا است. به جز آمریکای شمالی، شکل‌هایی از ASL و کریولهای مبتنی بر ASL در بسیاری از کشورهای جهان کاربرد گسترده‌ای دارند، از جمله در بین کشورهای غرب آفریقا و بخش‌هایی از جنوب شرقی آسیا. ASL شباهت بسیار زیادی با زبان اشاره فرانسوی (FSL) دارد. گفته شده‌است که ASL یک زبان کریولی است، با این حال برخی ویژگی‌های ASL در زبان‌های کریولی رایج و شناخته شده نیستند.

## پیدایش
ASL در قرن نوزدهم در مدرسه ناشنوایان آمریکا (ASD) در شهر هارتفورد ایالت کانکتیکات ابداع شد.

## شمار کاربران
برآورد می‌شود که تعداد کاربران این زبان بین ۲۵۰٬۰۰۰ تا ۵۰۰٬۰۰۰ نفر باشد.

## ویژگی‌ها
ASL دارای تعدادی جزء فونمیک (phonemic) است که در واقع شامل حرکات صورت و دست هاست. ASL شکلی از پانتومیم نیست، اما در ASL حرکات بدن نسبت به زبان‌های گفتاری نقش بارزتری را ایفا می‌کند. بسیاری از زبان شناسان عقیده دارند که ASL یک زبان فاع-فعل-مفعول است، اما در این زمینه فرضیه‌های دیگری نیز مطرح شده‌اند.
گاه برای بیان کلماتی که از زبان انگلیسی وام گرفته شده‌اند از "هجی انگشتی" می‌شود.

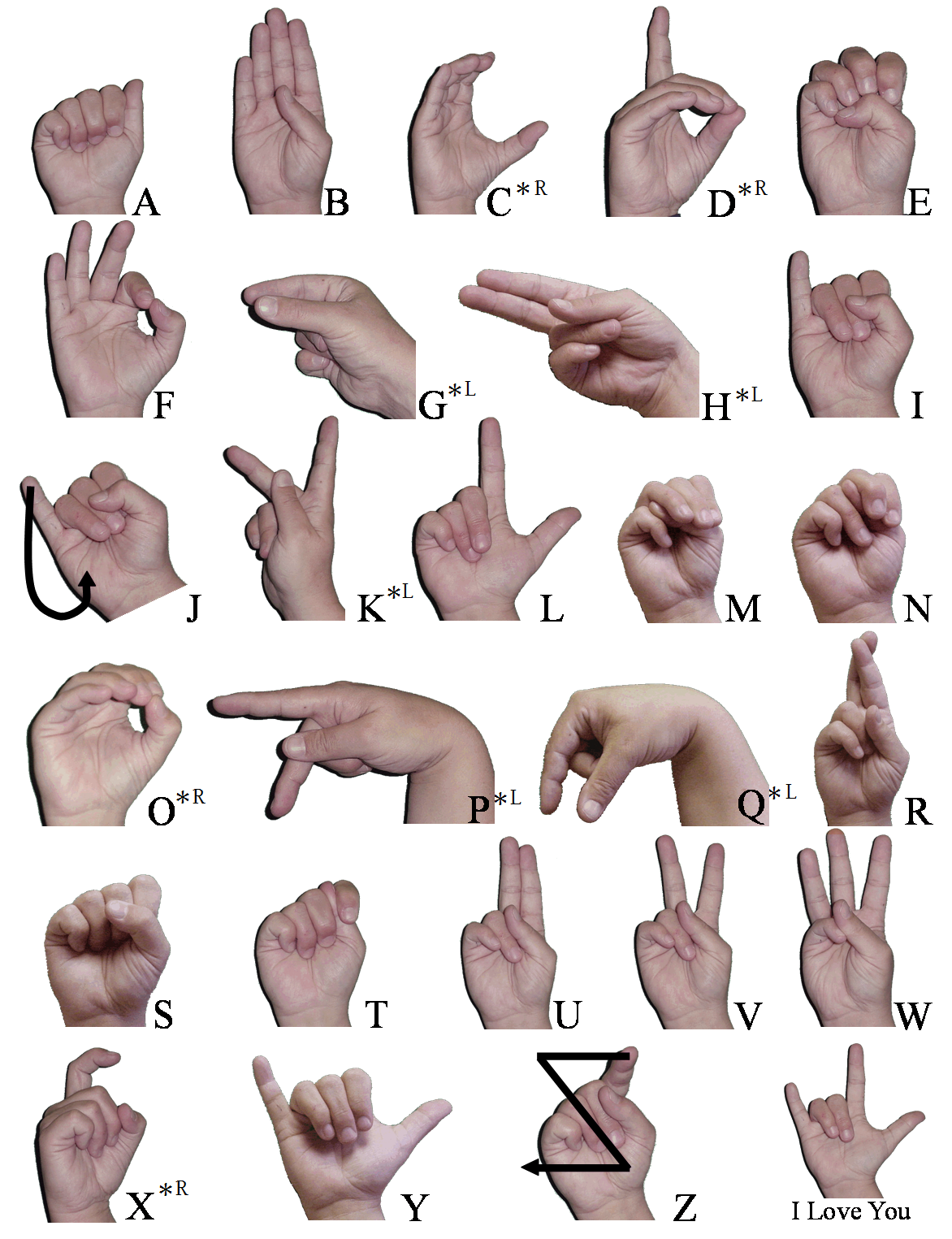
جدول نحوه بیان حروف در الفبای دستی آمریکایی (هجی انگشتی)

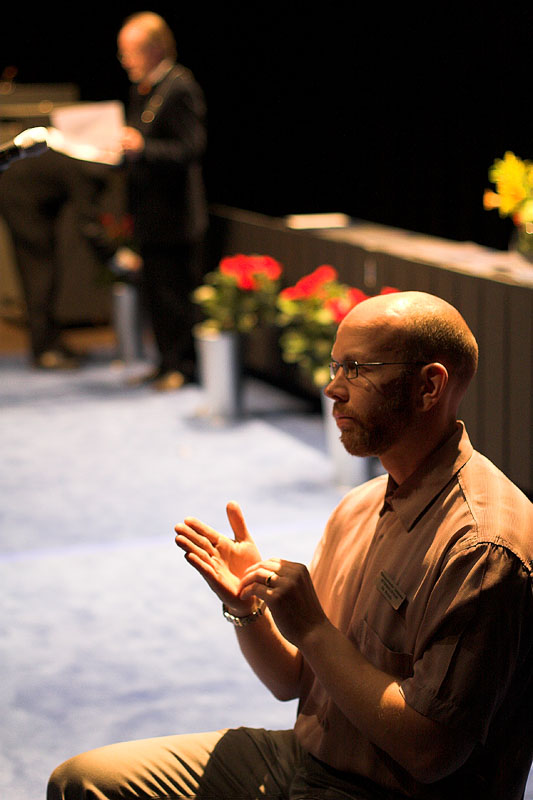
یک مترجم زبان اشاره در یک سخنرانی

## سامانه نوشتاری
اگرچه هنوز سامانه نوشتاری ثابتی برای این زبان وجود ندارد، اما کاربران برای نوشتن از سامانه‌های نوشتاری گوناگونی استفاده می‌کنند.

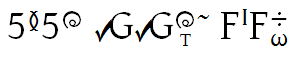
عبارت «زبان اشاره آمریکایی» به روش علامت نگاری استوکویی
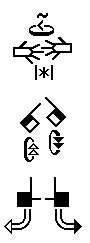
عبارت «زبان اشاره آمریکایی» به روش اشاره نگاری سوتون
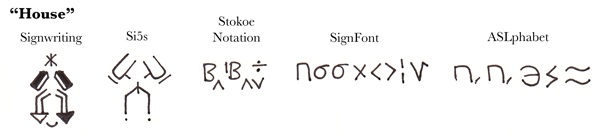
مقایسه سیستم‌های نوشتاری.فرم استوکویی و فرم دستنویس آن در سمت چپ، فرم اشاره نگاری در مرکز و فرم ساین فونت و فرم دستنویس آن در سمت راست.